# Емейшанські трапи

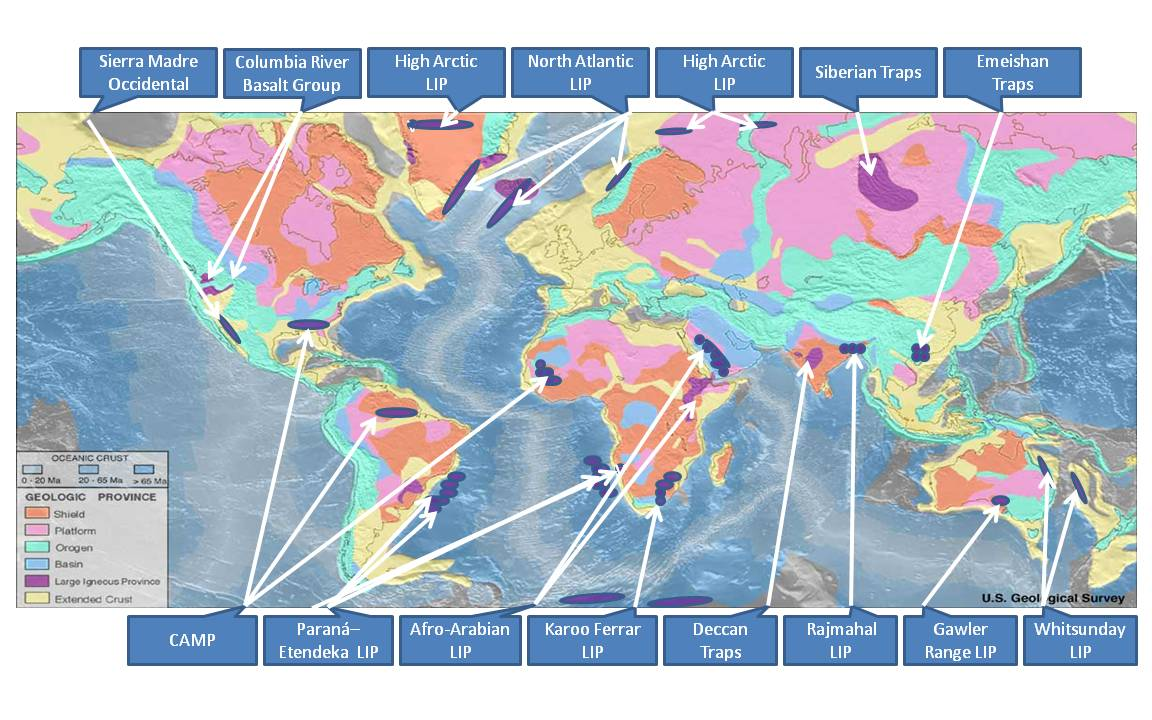
Основні трапи великих магматичних провінцій.

Емейшанські трапи — трапи на південному заході Китаю, з центром в провінції Сичуань.
Вони названі на честь Емейшань, гори в провінції Сичуань.
Як і в інших вулканічних провінціях Емейшанські трапи — кілька шарів вулканічних порід, викладених великими плюмовими вулканічними виверженнями. Виверження, що призвели до Емейшанських трапів почалися 260 млн років тому. Емейшанські трапи є незначними в порівнянні масивними сибірськими трапами, які відбулися, з точки зору геологічної шкали часу, не довго після цього, — 251 млн років тому. Тим не менш, Емейшанські трапи були досить серйозними, глобально вплинули на екологічну та палеонтологічну ситуацію.